# Au cœur de l'amour
Au cœur de l'amour (Scents and Sensibility) est un film américain réalisé par Brian Brough, sorti en 2011.

## Synopsis
Les sœurs Dashwood vivent dans l’opulence jusqu’au jour où leur père est arrêté pour escroquerie. La famille perd tout et les deux sœurs aînées doivent trouver un travail afin de subvenir à leurs besoins et régler le traitement qui permettra à la plus jeune de guérir d’une leucémie. Mais dès qu’elles prononcent le nom de Dashwood, les portes se ferment. Elinor se voit réduite à assurer l’entretien dans un spa, tandis que Marianne, sa cadette, se fait engager comme employée de bureau sous un faux nom. Heureusement, Marianne a la passion des fleurs et s’amuse à confectionner des lotions apaisantes. Sa dernière création est une réussite que les clientes du spa, où travaille sa sœur, ne tardent pas à s’arracher et qui suscite la convoitise de Fran, la directrice au bord de la faillite…

## Fiche technique
- Titre original : Scents and Sensibility
- Réalisation : Brian Brough
- Scénario : Brittany Wiscombe et Jennifer Jan
- Photographie : Ephraim Smith
- Musique : Robert Allen Elliott
- Durée : 90 min

## Distribution
- Ashley Williams (VF : Laura Blanc) : Elinor Dashwood
- Marla Sokoloff (VF : Olivia Nicosia) : Marianne Dashwood
- Nick Zano (VF : Yoann Sover) : Brandon Hurst
- Brad Johnson (VF : Laurent Morteau) : Edward Farris
- Jason Celaya (VF : Stéphane Pouplard) : John Willoughby
- JJ Neward (VF : Véronique Alycia) : Fran Farris
- Jaclyn Hales (VF : Pauline Moingeon) : Lucy Steele
- Danielle Chuchran (VF : Leslie Lipkins) : Margaret Dashwood
- Peggy Matheson : Madame Dashwood
- Jim Christian : Monsieur Dashwood
- Yolanda Wood : Hannah
- Dee Macaluso (VF : Cathy Cerda) : Mrs Jennings
- Gary Nielsen : Avocat de la famille
- Bruce Wing : Agent du FBI Wayne
- Yong Yun : Agent du FBI
- Paul D. Hunt : Dylan
- Jason Osmond : Employé
- K. Danor Gerald : Employé des ressources humaines
- Hillary Straga, Christopher Clark et Luke Drake : Intervieweurs
- Sean Bott : Richmond
- Anita Rice et Lauren Faber : Clientes du spa
- Rick Allen : Avocat
- Brandi Lynn Anderson : Krystal
- Alex Clark : Patrice
- Dan Harding : Conducteur de dépanneuse
- Anthony Straga : Vendeur de falafel
- Beki Diamond : Employée du spa